# Judit Kárász
Judit Kárász (geboren am 21. Mai 1912 in Szeged, Österreich-Ungarn; gestorben am 30. Mai 1977 in Budapest) war eine ungarische Fotografin. Sie wurde 1930 Schülerin am Bauhaus in Dessau und gehörte in den 1930er Jahren zu den bedeutenden Vertretern der sozialdokumentarischen Fotografie ihres Heimatlandes.

## Leben
Von 1933 bis 1935 war Kárász mit dem Arzt Karl Müller-Touraine verheiratet. Im Jahr 1939 ging sie mit dem Kunstmaler Hans Helving eine Zweckheirat ein, um die dänische Staatsbürgerschaft zu erlangen. Mit dem Schriftsteller und Orgelbauer Hans Henny Jahnn, den sie in Bad Harzburg kennenlernte und mit dem sie über Kopenhagen nach Bondegård auf Bornholm zu dessen Familie reiste, hatte Kárász eine langjährige Affäre.
Nachdem Kárász 1949 in das kommunistische Ungarn zurückgekehrt war, war sie für das Ungarische Museum für Kunstgewerbe in Budapest tätig.
Nach einer Krebsdiagnose wählte Judit Kárász am 30. Mai 1977 den Freitod.

## Ausstellungen
- Soziofoto, Budapest 1933.
- Retrospektive, Budapest 1988.
- Bornholms Kunstmuseum, Bornholm 1994.
- Randers Kunstmuseum 1995.
- Die Tate Gallery hat eine Reihe von fünf Materialstudien erworben, von denen vier aus der Zeit Kárász’ am Bauhaus stammen.[2]

## Werke (Mitwirkung als Fotografin, Auswahl)
- Mária Csernyánszky: Ungarische Spitzenkunst. Corvina, Budapest 1962.
- Hedvig Szabolcsi: Französische Möbel in Ungarn. Corvina, Budapest 1964.
- Iparművészeti Múzeum. Budapest 1964.
- Miklós Boskovits, Miklós Mojzer, Andrās Mucsi: Christian art in Hungary. Collection from the Esztergom Christian Museum. Hungarian Academy of Sciences, Budapest 1965.
- Lengyel műkincsek magyar gyűjteményekben. Iparművészeti Múzeum, Budapest 1978.
- Polskie dzieła sztuki w zbiorach węgierskich. Muzeum Rzemiosła Artystycznego Budapeszt, 1978.